# Силтуксимаб
Силтуксимаб — химерное моноклональное антитело. Получил статус орфанного препарата и одобрен для применения: США(2014). Эффективность препарата исследовалась при следующих заболеваниях метастазирующий рак почки, рак предстательной железы, многоочаговая болезнь Кастлемана и при других видах рака.

## Механизм действия
Связывается с IL-6.

## Показания
Многоочаговая болезнь Каслмана.